# ظبة (ذمار)

تعديل مصدري - تعديل

ظبة هي مدينة ومركز مديرية مغرب عنس بمحافظة ذمار اليمنية، بلغ تعداد سكانها 887 نسمة حسب الإحصاء الذي أجري عام 2004.